# Otto Tortilowicz von Batocki-Friebe

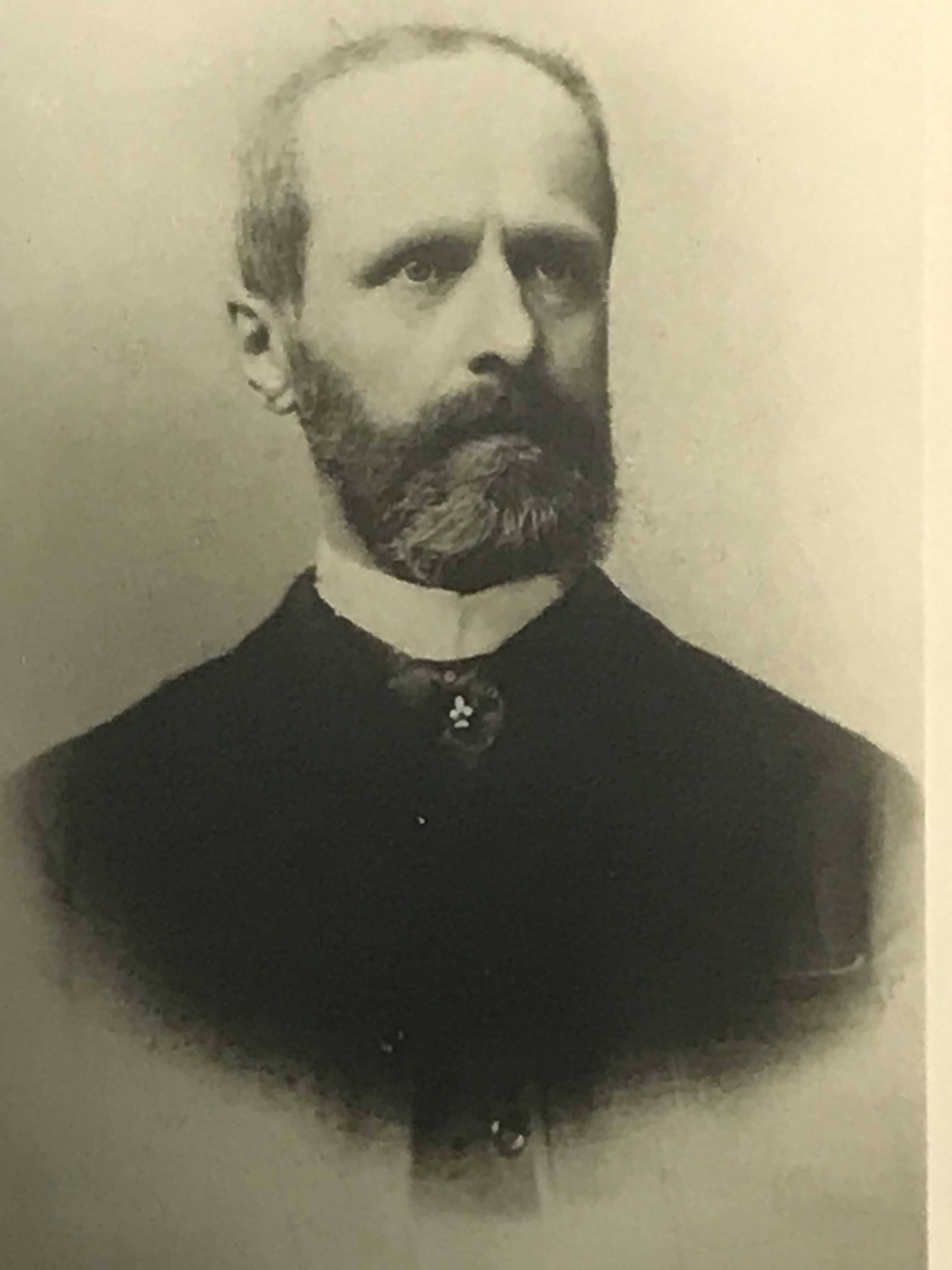
Otto von Batocki

Karl Otto Friedrich Tortilowicz von Batocki-Friebe, Kurzform des Familiennamens: von Batocki, geboren als Otto Gerth (* 31. Mai 1835 in Koblenz; † 11. September 1890 in Königsberg, Ostpreußen) war Fideikommissherr auf Bledau, Mitglied des Deutschen Reichstags und preußischer Kammerherr.

## Leben

### Herkunft
Otto Gerth bzw. von Batocki entstammte einem ursprünglich in Litauen beheimateten Geschlecht. Er war der Sohn des preußischen Landgerichtsrats Wilhelm Gerth (1798–1835) und dessen Ehefrau Mathilde, geborene Friebe (1812–1874).
Otto Gerth erhielt als Nutznießer des Fideikommisses Bledau am 27. März 1853 durch außerordentliche Kabinettsorder die preußische Genehmigung zur Führung des Namens „Friebe-Gerth“. Am 28. März 1857 wurde er in Berlin als „Tortilowicz von Batocki-Friebe“ in den preußischen Adelsstand erhoben.

### Werdegang
Er war königlich preußischer Kammerherr und Fideikommissherr auf Schloss Bledau in Ostpreußen. Von 1877 bis 1881 war er Mitglied des Reichstages für den Reichstagswahlkreis Regierungsbezirk Königsberg 4 (Fischhausen-Königsberg-Land) als Abgeordneter der Konservativen Partei; er war außerdem Rechtsritter des Johanniterordens.

### Familie
Otto von Batocki heiratete am 11. November 1867 auf Gut Rautenburg (Kreis Niederung, Ostpreußen) Gräfin Fanny von Keyserlingk (* 8. März 1841 auf Gut Rautenburg; † 30. Mai 1919 in Königsberg), die Tochter des Reichsgrafen Otto von Keyserlingk zu Rautenburg, Oberburggraf im Königreich Preußen und Fideikommissherr auf Gut Rautenburg, und dessen Ehefrau Emma, geborene Baronesse von Behr, aus dem Haus Stricken.
Das Ehepaar Otto und Fanny Tortilowicz von Batocki-Friebe hatte folgende Kinder:
- Adolf (1868–1944), Dr. jur. h. c., Präsident des Reichsernährungsamts, Mitglied des Preußischen Herrenhauses, Oberpräsident der Provinz Ostpreußen, Honorarprofessor der Albertus-Universität Königsberg ⚭ 1898 Paula Gräfin von Kalnein (1871–1966), die Tochter des preußischen Kammerherrn und Rittmeisters Karl Graf von Kalnein, Obermarschall im Königreich Preußen und Fideikommissherr auf Gut Kilgis, und dessen Ehefrau Ada, geborene Gräfin zu Eulenburg-Liebenberg
- Eberhard (1871–1924), preußischer Oberstleutnant ⚭ 1913 Anita Kullak-Ublick (1886–1933), Tochter des Friedrich Wilhelm Kullak-Ublick, Besitzer des Gutes Ublick, Mitglied des preußischen Herrenhauses, und dessen Ehefrau Elise, geborene Romeyke
- Wanda (1873–1946) ⚭ 1893 Eugen von Deutsch (1870–1942), preußischer Rittmeister (geschieden 1924)
- Otto (1874–1914), gefallen als preußischer Rittmeister und Eskadronchef im Kürassier-Regiment "Graf Wrangel" (Ostpreußisches) Nr. 3 ⚭ 1909 Ehrentraut von Klitzing (1884–1966), Tochter des preußischen Landrats und Hauptmanns a. D. Hans von Klitzing und dessen Ehefrau Anna, geborene Freiin von Eckhardstein aus dem Haus Frögenau
- Hugo Tortilowicz von Batocki-Friebe (1878–1920),  Landrat  des Kreises Tuchel/Westpreußen  ⚭ 1909 Annemarie von Platen (1888–1969), Tochter des preußischen Generalleutnants Julius von Platen (Haus Parchow) und dessen Ehefrau Agnes, geborene von Woedtke